# Wei Yi
Wei Yi (chinesisch 韦奕, Pinyin Wéi Yì; * 2. Juni 1999 in Yancheng, Provinz Jiangsu) ist ein chinesischer Schachgroßmeister.

## Erfolge
Wei gewann 2010 die Jugendweltmeisterschaft der Altersklasse U12 und wurde aufgrund dieses Erfolges zum FIDE-Meister ernannt. 2013 wurde er im Januar zum Internationalen Meister (IM) und im Mai zum Großmeister (GM) ernannt. Die IM-Normen erfüllte er 2012 beim Aeroflot Open in Moskau und bei der asiatischen Einzelmeisterschaft in Ho-Chi-Minh-Stadt. 2012 erfüllte er bei der Juniorenweltmeisterschaft in Athen und beim 2nd INA Open in Jakarta bereits zwei GM-Normen, die dritte Norm erfüllte er im März 2013 beim Reykjavík Open. Ebenfalls 2013 nahm Wei erstmals am Schach-Weltpokal teil. Durch Siege gegen die favorisierten Jan Nepomnjaschtschi und Alexei Schirow erreichte er die dritte Runde, in der er an Şəhriyar Məmmədyarov scheiterte. Zudem nahm er an den Juniorenweltmeisterschaften 2014 teil und erreichte  mit einem halben Punkt hinter dem Sieger Lu Shanglei den 2. Platz. Im Januar 2015 gewann Wei Yi die B-Gruppe des Tata-Steel-Schachturniers in Wijk aan Zee mit 10,5 Punkten aus 13 Partien. Damit war er 2016 in der A-Gruppe desselben Turniers teilnahmeberechtigt, an der die weltbesten Spieler teilnehmen.
Im März erreichte er eine Wertungszahl von 2706 Elopunkten, womit er der jüngste Spieler seit Einführung des Elosystems ist, der eine Wertungszahl über 2700 Elopunkten erlangt hat. Im Mai 2015 gewann er die chinesische Einzelmeisterschaft in Xinghua; er ist der jüngste Spieler, der den Titel gewann. 2016 und 2017 gewann er erneut den Titel.
Im Januar 2024 gewann er das Tata-Steel-Schachturnier mit 8,5 Punkten aus 13 Partien im Tie-Break vor Spielern wie Weltmeister Ding Liren oder Titelverteidiger Anish Giri (Tie-Break-Playoff 1,5-0,5 gegen Nodirbek Abdusattorov im Halbfinale und 1,5-0,5 gegen D. Gukesh im Finale).

## Nationalmannschaft
Wei ist seit 2014 Mitglied der chinesischen Nationalmannschaft und gewann mit dieser sowohl die Schacholympiade 2014 als auch die asiatische Mannschaftsmeisterschaft 2014, bei der er gleichzeitig am dritten Brett das drittbeste Einzelergebnis erreichte. Im April 2015 gewann er mit der chinesischen Nationalmannschaft die Mannschaftsweltmeisterschaft, die in Zaghkadsor, Armenien, ausgetragen wurde. Dabei war Wei Yi mit 7 Punkten aus 9 Partien erfolgreichster Spieler des Turniers. Die Schacholympiade 2018 konnte Wei Yi, als Teil der Mannschaft, erneut gewinnen.

## Vereine
In der chinesischen Schachliga spielt er seit 2010 für die Mannschaft von Jiangsu, mit der er 2014 Meister wurde.

## Partiebeispiel
Eine spektakuläre Angriffspartie gewann Wei Yi im Juli 2015 bei einem Turnier in Danzhou mit den weißen Steinen gegen den kubanischen Großmeister Lázaro Bruzón. Unter mehreren Opfern wurde der schwarze König über das Brett gejagt, bis das Matt nicht mehr zu vermeiden war. Diese Partie wurde mit einigen der besten aller Zeiten verglichen wie Kasparovs Unsterblichen oder der Partie des Jahrhunderts von Bobby Fischer, daher kommt auch der Spitzname „Partie des 21. Jahrhunderts“
|   | a | b | c | d | e | f | g | h |   |
| 8 |   |   |   |   |   |   |   |   | 8 |
| 7 |   |   |   |   |   |   |   |   | 7 |
| 6 |   |   |   |   |   |   |   |   | 6 |
| 5 |   |   |   |   |   |   |   |   | 5 |
| 4 |   |   |   |   |   |   |   |   | 4 |
| 3 |   |   |   |   |   |   |   |   | 3 |
| 2 |   |   |   |   |   |   |   |   | 2 |
| 1 |   |   |   |   |   |   |   |   | 1 |
|   | a | b | c | d | e | f | g | h |   |

Wei Yi–Lázaro Bruzón 1:0
Denzhou, 3. Juli 2015
Sizilianische Verteidigung, Scheveninger Variante, B85
1. e4 c5 2. Sf3 e6 3. Sc3 a6 4. Le2 Sc6 5. d4 cxd4 6. Sxd4 Dc7 7. 0–0 Sf6 8. Le3 Le7 9. f4 d6 10. Kh1 0–0 11. De1 Sxd4 12. Lxd4 b5 13. Dg3 Lb7 14. a3 Tad8 15. Tae1 Td7 16. Ld3 Dd8 17. Dh3 g6 18. f5 e5 19. Le3 Te8 20. fxg6 hxg6 21. Sd5 Sxd5 Diagramm. 22. Txf7 Kxf7 23. Dh7+ Ke6 24. exd5+ Kxd5 25. Le4+ Kxe4 26. Df7 Lf6 27. Ld2+ Kd4 28. Le3+ Ke4 29. Db3 Kf5 30. Tf1+ Kg4 31. Dd3 Lxg2+ 32. Kxg2 Da8+ 33. Kg1 Lg5 34. De2+ Kh4 35. Lf2+ Kh3 36. Le1 1:0 Schwarz gab auf.